# Aguibou Camara
Aguibou Camara (Matam, 20 de mayo de 2001) es un futbolista de Guinea que juega en la posición de centrocampista con el PFC Ludogorets Razgrad de la Liga Profesional de Bulgaria.

## Selección nacional
Ha estado en el programa de selecciones menores de Guinea desde la categoría sub-17, donde llegó a disputar la eliminatoria al Campeonato Africano Sub-20 de 2019. Su debut internacional con Guinea fue en la derrota por 0-1 ante Comoras en un partido amistoso el 12 de octubre de 2019. El 21 de diciembre de 2021 fue convocado para jugar en la Copa Africana de Naciones 2021.
En junio de 2023 fue convocado para jugar en la Copa Africana de Naciones Sub-23 de 2023 en Marruecos, donde la Syli terminó en cuarto lugar. Al año siguiente el Olympiacos le negó el permiso para jugar en París 2024.

## Clubes
| Club                           | País     | Año       |
| ------------------------------ | -------- | --------- |
| Lille O. S. C. II              | Francia  | 2019-2021 |
| Olympiacos F. C.               | Grecia   | 2021-2024 |
| → Atromitos de Atenas (cedido) | Grecia   | 2023-2024 |
| PFC Ludogorets Razgrad         | Bulgaria | 2024-     |

## Palmarés

### Títulos nacionales
| Título                   | Club                   | País     | Año     |
| ------------------------ | ---------------------- | -------- | ------- |
| Superliga de Grecia      | Olympiacos F. C.       | Grecia   | 2021-22 |
| Supercopa de Bulgaria    | PFC Ludogorets Razgrad | Bulgaria | 2024    |
| Primera Liga de Bulgaria | PFC Ludogorets Razgrad | Bulgaria | 2024-25 |
| Copa de Bulgaria         | PFC Ludogorets Razgrad | Bulgaria | 2024-25 |

### Distinciones individuales
| Distinción                                    | Año  |
| --------------------------------------------- | ---- |
| Equipo juvenil del año de la CAF por la IFFHS | 2021 |